# 종교개혁기념비

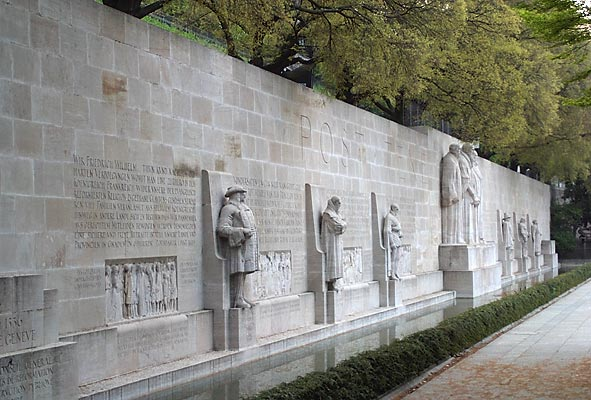
종교개혁기념비는 유럽 전역의 수많은 개신교 인물을 묘사하면서 100m에 걸쳐 펼쳐져 있다.

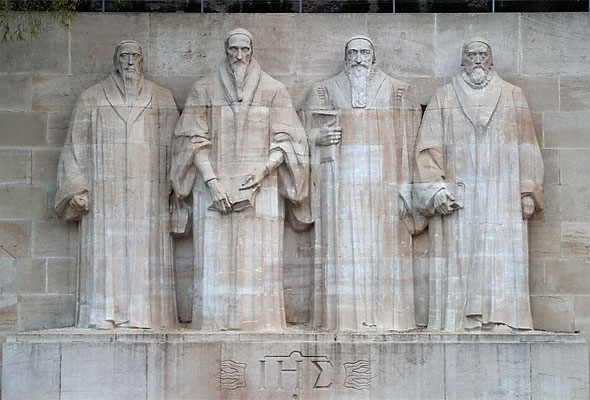
벽 중앙에는 윌리엄 파렐 (William Farel), 장 칼뱅 (John Calvin), 시어 도어 베자 (Theodore Beza), 존 녹스 (John Knox)의 동상이 있다. 크리스토그램은 동상 아래에서 볼 수 있다.

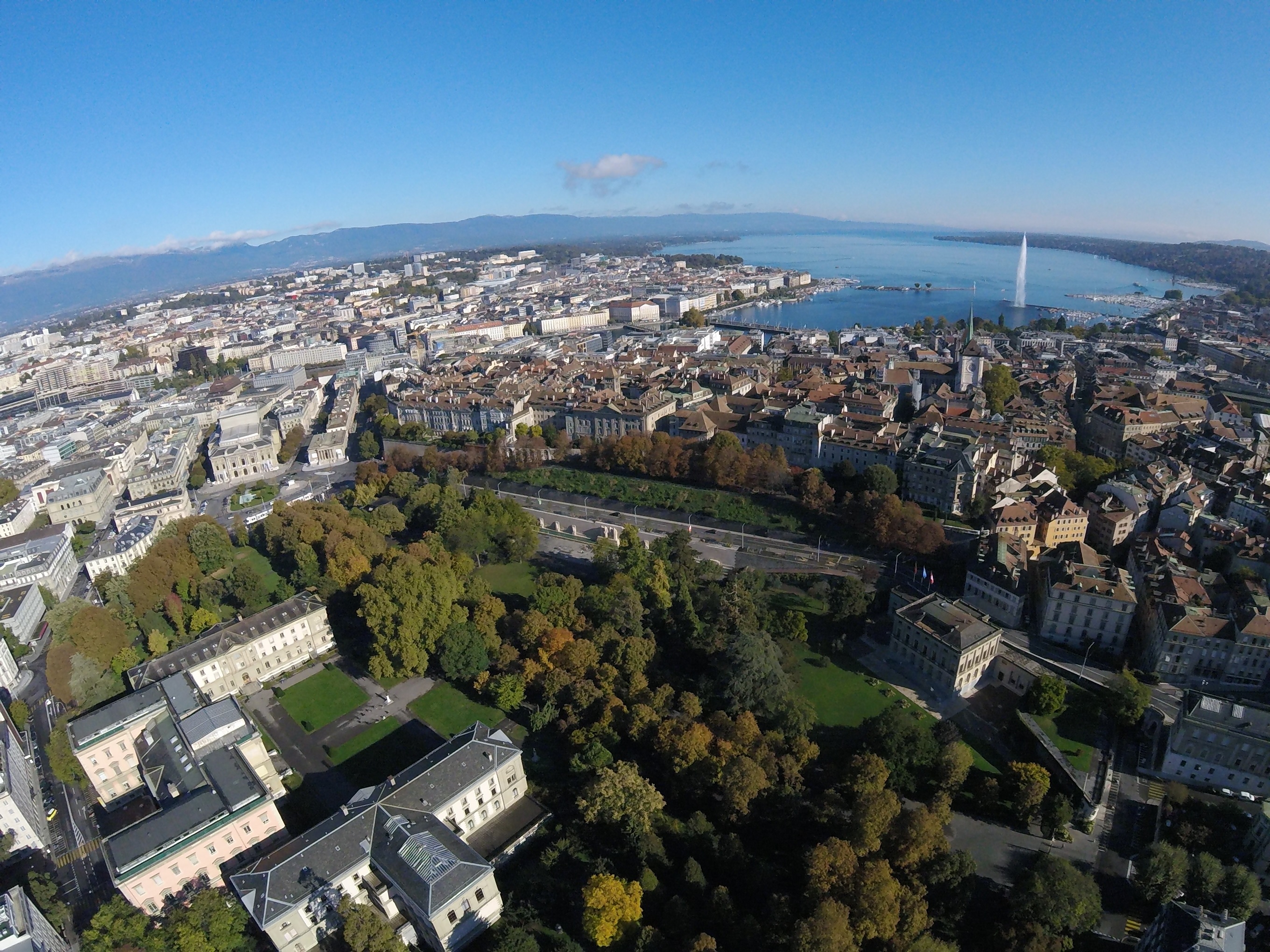
종교개혁기념비 전경

종교개혁기념비 ( 프랑스 : Monument International de la Réformation, 독일 : Internationales Reformationsdenkmal )는 종교개혁세계기념비라고 한다. 스위스 제네바에 있는 종교개혁기념비이다. 종교개혁의 주요 인물들, 사건들, 문서들을 조각상과 저부조(bas-reliefs)로 묘사함으로써 그들을 기린다.
기념비는 장 칼뱅이 설립한 제네바 대학교의 부지에 있으며 칼뱅탄생 400주년과 대학 설립 350주년을 기념하기 위해 세워졌다. 제네바의 구시가지 성벽으로 세워졌는데, 기념물의 위치는 요새화를 대표하도록 설계되었으므로 제네바 도시의 종교 개혁에 필수적인 중요성을 나타낸다.
1909년에 공원의 부분변경이 절정에 이르렀다. 전세계로부터 71명의 건축가들이 공모하였지만 스위스 출신 Charles Dubois, Alphonse Laverrière, Eugène Monod 및 Jean Taillens가 당선되었다. 기념석상은 Paul Landowski 와 Henri Bouchard라는 두 프랑스 조각가에 의해 만들어졌다.
종교 개혁 기간 동안 제네바는 칼빈주의의 중심지였으며, 16 세기 이후의 역사와 유산은 개신교와 밀접한 관련되어 왔다. 벽은 개혁신학과 밀접한 관련이 있기 때문에 가장 두드러지게 묘사 된 사람들은 칼빈주의자들이다. 그럼에도 불구하고 다른 신학의 핵심 인물도 포함되어 있다.
기념비의 중심에는 칼빈주의 주요 지지자의 5m 높이 동상 4 개가 묘사되어 있다.
- 윌리엄 파렐 (1489–1565)
- 존 칼빈 (1509-1564)
- 시어 도어 베자 (1519–1605)
- 존 녹스 (c.1513–1572)

중앙 동상의 왼쪽 (벽을 향한 순서로 왼쪽에서 오른쪽으로)에는 3m 높이의 동상이 있다.
- 브란덴부르크의 프레데릭 윌리엄 (1620 ~ 1688)
- 침묵하는 윌리엄 (1533–1584)
- 개스 퍼드 콜리니 (1519–1572)

오른쪽 (왼쪽에서 오른쪽으로 정렬)에는 3m 높이의 조각상이 있다.
- 로저 윌리엄스 (1603 ~ 1684)
- 올리버 크롬웰 (1599-1658)
- 스테판 보스카이 (1557–1606)

벽을 따라 중앙 조각상의 양쪽에 종교 개혁과 제네바의 좌우명 : Post Tenebras Lux (라틴어로 어둠후에 빛)이 새겨져 있다. 중앙 동상의 받침대에는 크리스토그램인 ΙΗΣ가 새겨져 있다.
이 기념비는 1946년 이예시 줄러가 제네바에 있는 종교개혁 기념비 앞에서 쓴 20세기 가장 중요한 헝가리 시 중 하나에 영감을 주었다.

## 기물 파손
2019년 7월 15일, LGBT(성소수자) 집단에 의해 벽이 파손되었고, 동상에 다채로운 페인트를 뿌렸다.